# Haaren
Haaren (phát âmⓘ) là một đô thị và thị xã ở phía nam Hà Lan, ở tỉnh Noord-Brabant.

## Các trung tâm dân cư
Biezenmortel (1.498) 

Esch   (2.225) 

Haaren  (5.584) 

Helvoirt (4.741)
(Dân số năm 2003)